# 高橋友子
高橋 友子（たかはし ともこ、1957年3月30日 - 2007年10月31日）は、歴史学者。神戸女学院大学文学部総合文化学科助教授。専門は、イタリア中近世社会史、ジェンダー論。文学博士。京都府京都市生まれ。
京都府立朱雀高等学校を経て、1980年立命館大学文学部史学科卒業。1986年、同大学大学院文学研究科博士課程後期課程単位取得退学。1987年からイタリアにあるボローニャ大学へ留学。イタリア政府給費留学生としてフィレンツェ大学で学んだ。
著書「捨児たちのルネッサンス」は第23回マルコ・ポーロ賞を受賞するなど、文筆活動でも活躍。ほかに「路地裏のルネサンス　- 花の都のしたたかな庶民たち -」などがある。

## 著作
- 『捨児たちのルネッサンス―15世紀イタリアの捨児養育院と都市・農村』名古屋大学出版会, 2000
- 『路地裏のルネサンス―花の都のしたたかな庶民たち』中公新書, 2004

### 翻訳
- キアーラ・フルゴーニ『カラー版 ヨーロッパ中世ものづくし―メガネから羅針盤まで』岩波書店, 2010